# Zehnhausen bei Wallmerod

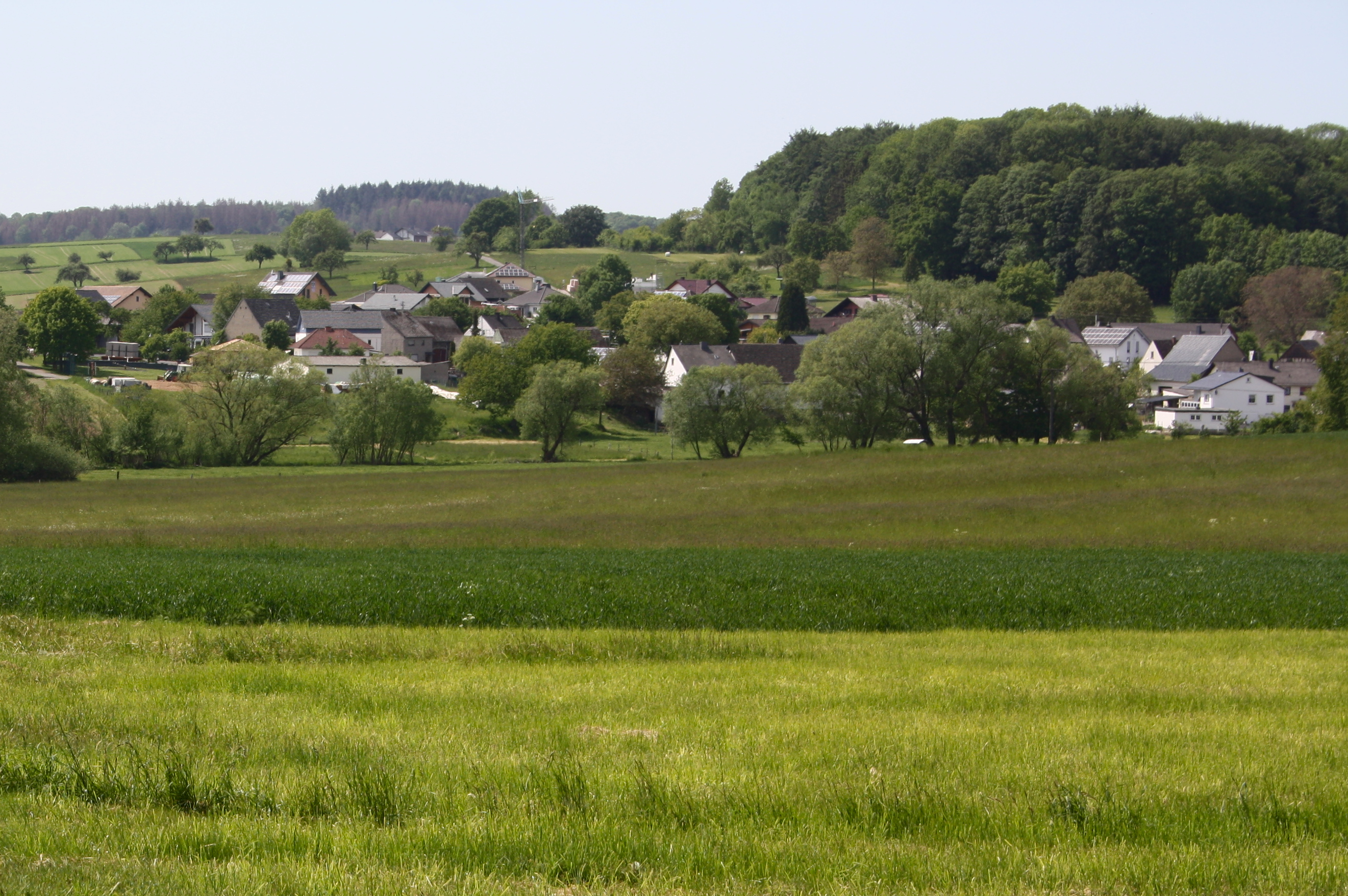
Zehnhausen (2020)

Zehnhausen bei Wallmerod ist eine Ortsgemeinde im Westerwaldkreis in Rheinland-Pfalz. Sie gehört der Verbandsgemeinde Wallmerod an.

## Geographische Lage
Die Gemeinde liegt im Westerwald zwischen Montabaur und Limburg an der Lahn am Eisenbach, der auch die östliche Gemarkungsgrenze bildet.
Nachbarorte von Zehnhausen sind die Ortsgemeinden Berod im Nordosten, Steinefrenz im Süden, sowie der Meudter Ortsteil Dahlen im Westen und Meudt selbst im Nordwesten. 

## Geschichte
Zehnhausen wurde im Jahre 1364 als Zeenhusen erstmals urkundlich erwähnt. Die Ersterwähnung ist eine Urkunde des Sankt-Kastor-Stiftes in Koblenz, wo ein Diakon mit Namen „Everhard von Zeenhusen“ genannt wird.
Laut einer Aufzeichnung des Kirchspiels Meudt wies Zehnhausen im Jahr 1564 acht Feuerstellen (historische Bezeichnung für Wohngebäude) auf. 1790 wechselte der Ort vom Kirchspiel Meudt in das Kirchspiel Berod.
Bis zu Beginn des 19. Jahrhunderts gehörte Zehnhausen zu Kurtrier. Nachdem dessen linksrheinischer  Hauptteil 1794 von französischen Revolutionstruppen besetzt und in das französische Staatsgebiet eingegliedert worden war, wurden die verbliebenen rechtsrheinischen Gebiete des Erzstifts Trier, darunter auch das Dorf Zehnhausen, im Zuge des Reichsdeputationshauptschlusses dem Fürsten von Nassau-Weilburg zugesprochen. Im Jahr 1806 schlossen sich Nassau-Weilburg  und Nassau-Usingen zum Herzogtum Nassau zusammen. Verwaltungstechnisch wurde Zehnhausen 1809 dem neu gebildeten Amt Meudt (nach 1831 umbenannt in Amt Wallmerod) zugeordnet. Infolge des Deutschen Krieges von 1866 wurde das Herzogtum Nassau vom Königreich Preußen annektiert, das bisherige Amt zunächst dem neu gebildeten Unterwesterwaldkreis und ab 1886 dem neuen Kreis Westerburg zugeordnet. Bei dessen Auflösung 1932 wurde Zehnhausen mit dem nördlichen Teil in den Oberwesterwaldkreis integriert.
Nach dem Zweiten Weltkrieg wurde Zehnhausen innerhalb der französischen Besatzungszone Teil des damals neu gebildeten Landes Rheinland-Pfalz. Am 16. März 1974 wurden Ober- und Unterwesterwaldkreis zum Landkreis Westerwald fusioniert, der noch im gleichen Jahr in Westerwaldkreis umbenannt wurde.
Im Jahr 1998 belegte Zehnhausen auf Landesebene den ersten Platz im Wettbewerb „Unser Dorf soll schöner werden“.
Bevölkerungsentwicklung
Die Entwicklung der Einwohnerzahl von Zehnhausen bei Wallmerod, die Werte von 1871 bis 1987 beruhen auf Volkszählungen:
| Jahr | Einwohner |
| ---- | --------- |
| 1815 | 88        |
| 1835 | 129       |
| 1871 | 141       |
| 1905 | 132       |
| 1939 | 127       |

| Jahr | Einwohner |
| ---- | --------- |
| 1950 | 153       |
| 1961 | 132       |
| 1970 | 136       |
| 1987 | 130       |
| 1993 | 133       |

| Jahr | Einwohner |
| ---- | --------- |
| 1999 | 154       |
| 2005 | 179       |
| 2011 | 189       |
| 2017 | 188       |
| 2023 | 189       |

## Politik

### Bürgermeister
Andreas Zeis wurde am 14. Juli 2022 Ortsbürgermeister von Zehnhausen. Bei der Direktwahl am 26. Juni 2022 war der bisherige Erste Beigeordnete der Ortsgemeinde mit einem Stimmenanteil von 88,19 % zum künftigen Ortsbürgermeister gewählt worden. Er wurde im Juni 2024 wiedergewählt.
Der Vorgänger von Andreas Zeis war Michael Karaski, der das Amt 2019 übernommen hatte. Bei der Direktwahl am 26. Mai 2019 war er mit einem Stimmenanteil von 78,79 % für fünf Jahre gewählt worden. Aus beruflichen Gründen legt Karaski das Amt jedoch zum 30. April 2022 vorzeitig nieder. Karaskis Vorgänger Werner Türk war – nach 25 Jahren im Amt – bei der Wahl 2019 nicht erneut angetreten.

### Wappen
| Wappen von Zehnhausen bei Wallmerod | Blasonierung: „Geteilt durch eine erniederigte blaue Wellenleiste, oben in Silber drei Lindenblätter, dreipassweis, mit zwei Fruchtständen in Grün, darüber eine rote Pflugschar, unten ein rotes Gitter.“ |
| Wappen von Zehnhausen bei Wallmerod | Wappenbegründung: Die rote Pflugschar erinnert an die über Jahrhunderte betriebene Dreifelderwirtschaft, die drei Lindenblätter mit Fruchtständen stehen für die drei Dorflinden in der Ortsmitte, die blaue Wellenlinie für den Eisenbach und das rote Gitter erinnert an den früheren Dorfbrunnen am östlichen Ortsrand, den Born. Die Wappenfarben Silber und Rot stehen für die ehemalige landesherrliche Zugehörigkeit zum Erzbistum Trier. |

## Kultur und Sehenswürdigkeiten
Das Lindenblütenfest jeweils am ersten Juli-Wochenende hat sich zu einem Anziehungspunkt für die gesamte Umgebung entwickelt.

## Verkehr
Zur Bundesstraße 8, die Limburg an der Lahn und Hennef (Sieg) verbindet, sind es vier Kilometer. Die nächste Autobahnanschlussstelle ist Diez an der Bundesautobahn 3 (Köln–Frankfurt am Main), etwa elf Kilometer entfernt.
Die nächstgelegenen ICE-Halte sind die Bahnhöfe Montabaur und Limburg Süd an der Schnellfahrstrecke Köln–Rhein/Main, etwa 14 bzw. 26 Kilometer entfernt.